# Mirești (okręg Vâlcea)
Mirești – wieś w Rumunii, w okręgu Vâlcea, w gminie Tomșani. W 2011 roku liczyła 76 mieszkańców.